# عليآباد (مقاطعة دلفان)
عليآباد (بالفارسية: علی‌آباد) هي قرية تقع في قسم ايتيوند الشمالي الريفي (مقاطعة دلفان) في إيران. يقدر عدد سكانها بـ 25 نسمة .